# James Martin Quinn
James Martin Quinn, también conocido como Jimmy Quinn, nacido el 18 de noviembre de 1959, es un futbolista norirlandés.
A lo largo de su carrera ha jugado en más de 13 equipos diferentes, la mayor parte de ellos en la Premier League. El equipo en el que más tiempo ha permanecido ha sido el Reading Football Club, durante cinco años, marcando 71 goles en 182 partidos. También ha sido notable su aportación en el Blackburn Rovers Football Club, con 17 goles en 70 partidos y dos temporadas, en el Swindon Town Football Club, con 30 goles en 64 partidos y dos temporadas, y en el West Ham United Football Club, con 18 goles en 47 partidos y dos temporadas.
Con la selección nacional de Irlanda del Norte marcó 12 goles en 48 partidos entre 1985 y 1996.
Tras retirarse como futbolista profesional, comenzó a entrenar al Reading, y posteriormente a otros equipos.
Actualmente entrena al Cambridge United Football Club que juega en la Conference National inglesa.